# Gmelina racemosa
Gmelina racemosa là một loài thực vật có hoa trong họ Hoa môi. Loài này được (Lour.) Merr. mô tả khoa học đầu tiên năm 1935.